# HV Blauw-Wit
Blauw-Wit Neerbeek est un ancien club hollandais de handball, qui était basé dans le village de Neerbeek, dans la commune de Beek aux Pays-Bas.

## Histoire
L'équipe homme émerge lors des années 1980 et remporte trois titres de Champion des Pays-Bas qui leur amènent à la clé plusieurs campagnes européennes.
Le club disparaît en 1998, lorsqu'il fusionne avec le HV Caesar, lui aussi localisé à Beek, cette fusion prendra le nom de Beekse Fusie Club.

## Palmarès
- Championnat des Pays-Bas (3) : 1980, 1981, 1988
- Coupe des Pays-Bas (2) : 1986, 1993
- Supercoupe des Pays-Bas (1) : 1993